# Milauna Jackson
Milauna Jemai Jackson (* 8. August 1976 in Chicago) ist eine US-amerikanische Schauspielerin.

## Leben und Karriere
Milauna Jackson wurde von ihrer Mutter Linda allein in South Side Chicago aufgezogen. Um in einer sicheren Umgebung in die Schule gehen zu können, lebte sie teilweise auch bei ihren Großeltern. Schon als Schülerin trat sie in Theaterstücken der Kirche und der Gemeinde auf. In ihrer Highschool besuchte sie den angebotenen Schauspiel-Unterricht.
Während sie an der University of Illinois (Chicago) studierte, trat sie erstmals in Werbungen auf. 2002 zog sie nach Los Angeles, um sich eine Karriere als Schauspielerin aufzubauen. Mit der Absicht, ihren Studienabschluss zu erhalten, schrieb sie sich dort in die University of California ein.
Bekannt wurde sie 2013 durch ihre Rolle der Kim Martinez in der Fernsehserie Strike Back, die in Südafrika, Thailand und Ungarn gedreht wurde und sowohl Stuntarbeit als auch Waffentraining von ihr verlangte. In der Serie How to Get Away with Murder spielt sie Renee Atwood, eine Rolle, für die sie auf tvfanatic.com von Paul Dailly als „amazing“ (fantastisch) charakterisiert wurde. Sie selbst gibt auf ihrer Website zu ihrer Arbeit an: „I like characters that I learn something from ... about myself, about others, about relationships. Characters who reflect a facet of me that may be buried deep within my soul.“ (Mir gefallen Charaktere, von denen ich etwas lernen kann ... über mich selbst, über andere, über Beziehungen. Charaktere, die eine Facette von mir selbst reflektieren, die vielleicht tief in meiner Seele vergraben ist.) Dabei sei es ihr Ziel, schwarze Amerikanerinnen mit Anmut zu verkörpern.
2024 übernahm sie in ihrem zweiten Film mit dem Regisseur Tyler Perry The Six Triple Eight die Rolle von Captain Abbie Noel Campbell, die zweite Kommandantin des einzigen aus schwarzen und lateinamerikanischen Frauen bestehenden Bataillons des Zweiten Weltkriegs, das in Großbritannien für das Sortieren von Postsendungen verantwortlich war. Durch diese Rolle, so Milauna Jackson, fühle sie sich darauf vorbereitet, in weiteren Filmen über Frauenschicksale zu spielen.

## Filmografie (Auswahl)
- 2000: Bruder 2
- 2004: Cold Case (in der Episode “Volunteers”)
- 2006: Dexter (Fernsehserie)
- 2013: Strike Back (Fernsehserie, als Kim Martinez)
- 2015: Aquarius (Fernsehserie, als Kristin Shafe)
- 2016–2017: How to Get Away with Murder (Fernsehserie, in der 3. Staffel als A.D.A. Renee Atwood)
- 2019–2021: Animal Kingdom (Fernsehserie, in der 4. und 5. Staffel als Pam)
- 2022: A Jazzman’s Blues (Spielfilm, als Citsy)
- 2024: The Six Triple Eight (Spielfilm, als Captain Abbie Noel Campbell)